# Isole della Sonda
Le isole della Sonda (in indonesiano Kepulauan Sunda) sono un gruppo di isole dell'Asia sud-orientale, nel settore occidentale dell'arcipelago malese.
Sono divise in due gruppi:
- Grandi Isole della Sonda
  - Borneo
  - Giava
  - Sumatra
  - Sulawesi
- Piccole Isole della Sonda (da ovest a est)
  - Bali
  - Lombok
  - Sumbawa
  - Flores
  - Sumba
  - Timor
  - Isole Barat Daya
  - Isole Tanimbar

Dal punto di vista politico l'arcipelago è diviso tra Brunei, Timor Est, Indonesia e Malaysia.

## Lingua sondanese
I sondanesi sono un gruppo etnico della parte occidentale dell'isola di Giava. I sondanesi sono prevalentemente musulmani. Parlano una lingua distinta che è nota anche come Basa Sunda.